# Leptoneta anocellata
Leptoneta anocellata là một loài nhện trong họ Leptonetidae.
Loài này thuộc chi Leptoneta. Leptoneta anocellata được miêu tả năm 1986 bởi Chen, Zhang & D. X. Song.